# Балет Нидерландов
Балет Нидерландов (нидерл. Ballet der Lage Landen) — нидерландская балетная труппа из Амстердама, основанная в 1947 году балериной и балетмейстером Машей тер Веме. На протяжении более чем десятилетия был одним из основных центров развития балета в стране, конкурируя с двумя другими амстердамскими коллективами: Балетом Нидерландской оперы во главе с Франсуазой Адре и Нидерландским балетом во главе с Соней Гаскелл; эта ситуация известна в истории национальной культуры как «балетная война».
Труппа начала свою работу 17 сентября 1947 года премьерой балета «Букет невесты» (нидерл. Het bruidsboeket) на музыку Антонина Дворжака, балетмейстер Питер ван дер Слот. Определяющее влияние на работу коллектива оказывали приглашённые из Англии танцовщики и хореографы (в частности, Джек Картер и Уолтер Гор), а в репертуаре преобладали лёгкие оптимистические постановки, способные привлечь внимание широкой публики в многочисленных малых городах, по которым труппа интенсивно гастролировала. В то же время в 1952 году поставленная для Балета Нидерландов молодым американским танцором Харви Крефетсом миниатюра «Шествие» (фр. Cortège, на музыку из «Маленькой сюиты» Клода Дебюсси) стала для нидерландской публики первым знакомством с американской школой современного танца.
В 1954 году правительство Нидерландов прекратило субсидировать Балет Нидерландов и Балет Нидерландской оперы с целью принудить их к объединению с Нидерландским балетом, однако оба коллектива сохранили за собой финансовую поддержку городских властей Амстердама и продолжили работу. Но затем по инициативе одного из руководителей городской администрации Алберта де Роса был запущен объединительный процесс, и в 1959 году на основе Балета Нидерландов и Балета Нидерландской оперы был создан Амстердамский балет (нидерл. Amsterdams Ballet); последней самостоятельной постановкой Балета Нидерландов стал вечер одноактных балетов на музыку Роберта Шумана и Сергея Прокофьева, показанный 15 марта этого года. Амстердамский балет во главе с Машей тер Веме просуществовал ещё два сезона и всё же объединился с Нидерландским балетом в 1961 году, образовав Национальный балет Нидерландов.